# DFB-Pokal 2004/05
DFB-Pokalsieger 2005 war der FC Bayern München. Im Endspiel im Olympiastadion Berlin siegte Bayern München am 28. Mai 2005 2:1 gegen FC Schalke 04, der im Halbfinale den Titelverteidiger Werder Bremen nach Elfmeterschießen ausgeschaltet hatte.
Beide Finalisten nahmen an der UEFA Champions League 2005/06 teil, in der die Bayern im Achtelfinale gegen den AC Mailand ausschieden und Schalke nach der Gruppenphase als Gruppendritter in den UEFA-Pokal 2005/06 wechselte, in dem im Halbfinale gegen den späteren Sieger FC Sevilla das Aus kam. Als 6. der Bundesliga durfte Bayer 04 Leverkusen am UEFA-Cup teilnehmen, schied aber bereits in der 1. Runde gegen den bulgarischen Meister ZSKA Sofia aus.

## Teilnehmende Mannschaften
| Bundesliga die 18 Vereine der Saison 2003/04 | 2. Bundesliga die 18 Vereine der Saison 2003/04 | Regionalliga die zwei Erstplatzierten der beiden Regionalligen in der Saison 2003/04                                   | Verbandspokal die Landespokalsieger der 21 Landesverbände des DFB 1 |
| Werder Bremen (TV) FC Bayern München Bayer 04 Leverkusen VfB Stuttgart VfL Bochum Borussia Dortmund FC Schalke 04 Hamburger SV Hansa Rostock VfL Wolfsburg Borussia Mönchengladbach Hertha BSC SC Freiburg Hannover 96 1. FC Kaiserslautern Eintracht Frankfurt TSV 1860 München 1. FC Köln | 1. FC Nürnberg Arminia Bielefeld 1. FSV Mainz 05 Energie Cottbus Rot-Weiß Oberhausen Alemannia Aachen MSV Duisburg FC Erzgebirge Aue SpVgg Greuther Fürth Wacker Burghausen Eintracht Trier LR Ahlen SpVgg Unterhaching Karlsruher SC VfB Lübeck SSV Jahn Regensburg 1. FC Union Berlin VfL Osnabrück | - Regionalliga Nord Rot-Weiss Essen 1. FC Dynamo Dresden - Regionalliga Süd FC Bayern München Amateure Rot-Weiß Erfurt | - Baden TSG 1899 Hoffenheim - Bayern SSV Jahn Regensburg Amateure TSV Aindling - Berlin Hertha BSC Amateure - Brandenburg SV Germania 90 Schöneiche - Bremen SV Werder Bremen Amateure - Hamburg FC St. Pauli - Hessen Kickers Offenbach - Mecklenburg-Vorpommern FC Schönberg 95 - Mittelrhein 1. FC Köln II - Niederrhein Fortuna Düsseldorf 2 - Niedersachsen Eintracht Braunschweig Hannover 96 Amateure - Rheinland TuS Mayen - Saarland 1. FC Saarbrücken - Sachsen VFC Plauen - Sachsen-Anhalt TSV Völpke - Schleswig-Holstein VfR Neumünster - Südbaden FC Teningen - Südwest 1. FSV Mainz 05 Amateure - Thüringen FC Carl Zeiss Jena - Westfalen SC Paderborn 07 SG Wattenscheid 09 - Württemberg: VfR Aalen |

## 1. Hauptrunde
| Datum                    |                           | Ergebnis                         |                      |
| ------------------------ | ------------------------- | -------------------------------- | -------------------- |
| Fr 20.08.2004, 18:30 Uhr | Werder Bremen Amat.       | 1:2 (1:2)                        | MSV Duisburg         |
| Fr 20.08.2004, 18:30 Uhr | FC Teningen               | 1:2 (1:0)                        | 1. FC Nürnberg       |
| Fr 20.08.2004, 19:00 Uhr | FC St. Pauli              | 1:3 (1:2)                        | Energie Cottbus      |
| Fr 20.08.2004, 19:00 Uhr | SSV Jahn Regensburg Amat. | 1:3 (1:1)                        | SpVgg Unterhaching   |
| Fr 20.08.2004, 19:30 Uhr | Kickers Offenbach         | 1:2 (1:2)                        | LR Ahlen             |
| Fr 20.08.2004, 19:30 Uhr | Eintracht Braunschweig    | 1:0 n. V.                        | Wacker Burghausen    |
| Sa 21.08.2004, 14:30 Uhr | 1. FC Saarbrücken         | 1:4 (1:3)                        | 1. FC Köln           |
| Sa 21.08.2004, 15:00 Uhr | SC Paderborn 07           | 14:2 (2:2) 1                     | Hamburger SV         |
| Sa 21.08.2004, 15:00 Uhr | VfL Osnabrück             | 3:2 (3:1)                        | FC Erzgebirge Aue    |
| Sa 21.08.2004, 15:00 Uhr | FC Schönberg 95           | 0:15 (0:3)                       | 1. FC Kaiserslautern |
| Sa 21.08.2004, 15:00 Uhr | SSV Jahn Regensburg       | 0:2 (0:0)                        | Werder Bremen        |
| Sa 21.08.2004, 15:00 Uhr | Hannover 96 Amat.         | 0:3 (0:1)                        | Rot-Weiß Oberhausen  |
| Sa 21.08.2004, 15:00 Uhr | 1. FC Union Berlin        | 0:4 (0:2)                        | SC Freiburg          |
| Sa 21.08.2004, 15:00 Uhr | VfB Lübeck                | 0:1 (0:1)                        | Borussia Dortmund    |
| Sa 21.08.2004, 15:00 Uhr | Fortuna Düsseldorf        | 1:3 (1:2)                        | VfL Bochum           |
| Sa 21.08.2004, 15:00 Uhr | FC Rot-Weiß Erfurt        | 0:1 (0:0)                        | Eintracht Frankfurt  |
| Sa 21.08.2004, 17:00 Uhr | TSV Völpke                | 0:6 (0:3)                        | FC Bayern München    |
| Sa 21.08.2004, 18:00 Uhr | TuS Mayen                 | 0:6 (0:4)                        | VfB Stuttgart        |
| Sa 21.08.2004, 18:30 Uhr | Hertha BSC Amat.          | 0:2 (0:1)                        | FC Schalke 04        |
| Sa 21.08.2004, 18:30 Uhr | TSG 1899 Hoffenheim       | 1:2 (1:0)                        | Hansa Rostock        |
| Sa 21.08.2004, 18:30 Uhr | 1. FSV Mainz 05 Amat.     | 1:3 (0:1)                        | Bayer 04 Leverkusen  |
| Sa 21.08.2004, 19:00 Uhr | FC Carl Zeiss Jena        | 1:2 n. V. (1:1, 0:0)             | SpVgg Greuther Fürth |
| So 22.08.2004, 14:30 Uhr | Dynamo Dresden            | 1:2 (1:1)                        | Karlsruher SC        |
| So 22.08.2004, 15:00 Uhr | VfR Aalen                 | 2:5 (1:3)                        | 1. FSV Mainz 05      |
| So 22.08.2004, 15:00 Uhr | VfR Neumünster            | 0:3 (0:1)                        | Hannover 96          |
| So 22.08.2004, 15:00 Uhr | 1. FC Köln Amat.          | 2:0 20:3 (0:2) 2                 | VfL Wolfsburg        |
| So 22.08.2004, 15:00 Uhr | Germania Schöneiche       | 1:2 (1:1)                        | TSV 1860 München     |
| So 22.08.2004, 15:00 Uhr | Bayern München Amat.      | 1:1 n. V. (1:1, 1:0) (6:5 i. E.) | Borussia M’gladbach  |
| So 22.08.2004, 15:00 Uhr | TSV Aindling              | 0:1 (0:0)                        | Hertha BSC           |
| So 22.08.2004, 15:00 Uhr | SG Wattenscheid 09        | 1:3 (0:2)                        | Eintracht Trier      |
| So 22.08.2004, 15:00 Uhr | Rot-Weiss Essen           | 0:2 (0:1)                        | Alemannia Aachen     |
| So 22.08.2004, 15:30 Uhr | VFC Plauen                | 1:2 (0:1)                        | Arminia Bielefeld    |

## 2. Hauptrunde
| Datum                    |                        | Ergebnis                         |                      |
| ------------------------ | ---------------------- | -------------------------------- | -------------------- |
| Di 21.09.2004, 17:00 Uhr | SC Paderborn 07        | 2:1 (1:1)                        | MSV Duisburg         |
| Di 21.09.2004, 19:00 Uhr | 1. FC Nürnberg         | 2:3 n. V. (2:2, 2:0)             | LR Ahlen             |
| Di 21.09.2004, 19:00 Uhr | SC Freiburg            | 3:2 n. V. (2:2, 1:1)             | VfL Bochum           |
| Di 21.09.2004, 19:00 Uhr | TSV 1860 München       | 0:0 n. V. (3:4 i. E.)            | Eintracht Trier      |
| Di 21.09.2004, 19:00 Uhr | Karlsruher SC          | 1:1 n. V. (1:1, 0:0) (3:0 i. E.) | 1. FSV Mainz 05      |
| Di 21.09.2004, 19:30 Uhr | 1. FC Köln Amat.       | 2:4 (0:3)                        | Arminia Bielefeld    |
| Di 21.09.2004, 20:30 Uhr | VfL Osnabrück          | 2:3 (1:1)                        | Bayern München       |
| Mi 22.09.2004, 19:00 Uhr | Bayern München Amat.   | 2:1 (1:0)                        | Alemannia Aachen     |
| Mi 22.09.2004, 19:00 Uhr | Eintracht Braunschweig | 3:2 (0:0)                        | Hertha BSC           |
| Mi 22.09.2004, 19:00 Uhr | 1. FC Kaiserslautern   | 4:4 n. V. (3:3, 0:1) (3:4 i. E.) | FC Schalke 04        |
| Mi 22.09.2004, 19:00 Uhr | Rot-Weiß Oberhausen    | 0:2 (0:0)                        | VfB Stuttgart        |
| Mi 22.09.2004, 19:00 Uhr | Energie Cottbus        | 2:2 n. V. (2:2, 0:1) (4:5 i. E.) | Hannover 96          |
| Mi 22.09.2004, 19:00 Uhr | Eintracht Frankfurt    | 4:2 n. V. (2:2, 1:1)             | SpVgg Greuther Fürth |
| Mi 22.09.2004, 19:30 Uhr | 1. FC Köln             | 3:3 n. V. (3:3, 1:2) (2:4 i. E.) | Hansa Rostock        |
| Mi 22.09.2004, 20:00 Uhr | Borussia Dortmund      | 3:1 (1:0)                        | SpVgg Unterhaching   |
| Mi 22.09.2004, 20:30 Uhr | Werder Bremen          | 3:2 (1:1)                        | Bayer 04 Leverkusen  |

## Achtelfinale
| Datum                    |                      | Ergebnis                         |                        |
| ------------------------ | -------------------- | -------------------------------- | ---------------------- |
| Di 09.10.2004, 19:00 Uhr | Arminia Bielefeld    | 4:0 (1:0)                        | Karlsruher SC          |
| Di 09.10.2004, 19:00 Uhr | Werder Bremen        | 3:1 n. V. (1:1, 1:0)             | Eintracht Trier        |
| Di 09.10.2004, 19:00 Uhr | Bayern München Amat. | 3:2 (0:0)                        | Eintracht Braunschweig |
| Di 09.10.2004, 19:15 Uhr | Hannover 96          | 1:0 (0:0)                        | Borussia Dortmund      |
| Mi 10.10.2004, 14:00 Uhr | SC Paderborn 07      | 2:2 n. V. (1:1, 0:1) (1:4 i. E.) | SC Freiburg            |
| Mi 10.10.2004, 19:00 Uhr | LR Ahlen             | 2:3 n. V. (2:2, 1:1)             | Hansa Rostock          |
| Mi 10.10.2004, 19:30 Uhr | Eintracht Frankfurt  | 0:2 (0:1)                        | FC Schalke 04          |
| Mi 10.10.2004, 20:30 Uhr | Bayern München       | 3:0 (1:0)                        | VfB Stuttgart          |

## Viertelfinale
| Datum                    |                      | Ergebnis  |                |
| ------------------------ | -------------------- | --------- | -------------- |
| Di 01.03.2005, 19:30 Uhr | Arminia Bielefeld    | 1:0 (0:0) | Hansa Rostock  |
| Di 01.03.2005, 19:30 Uhr | Bayern München Amat. | 0:3 (0:2) | Werder Bremen  |
| Di 01.03.2005, 20:30 Uhr | FC Schalke 04        | 3:1 (2:1) | Hannover 96    |
| Mi 02.03.2005, 20:30 Uhr | SC Freiburg          | 0:7 (0:5) | Bayern München |

## Halbfinale
| Datum                    |                   | Ergebnis                         |                |
| ------------------------ | ----------------- | -------------------------------- | -------------- |
| Di 19.04.2005, 20:40 Uhr | FC Schalke 04     | 2:2 n. V. (1:1, 0:0) (5:4 i. E.) | Werder Bremen  |
| Mi 20.04.2005, 20:30 Uhr | Arminia Bielefeld | 0:2 (0:1)                        | Bayern München |

## Finale
| Paarung           | FC Schalke 04 – FC Bayern München |
| Ergebnis          | 1:2 (1:1) |
| Datum             | 28. Mai 2005 um 20:45 Uhr |
| Stadion           | Olympiastadion, Berlin |
| Zuschauer         | 74.359 |
| Schiedsrichter    | Florian Meyer (Braunschweig) |
| Tore              | 0:1 Makaay (42.) 1:1 Lincoln (45., FE) 1:2 Salihamidžić (76.) |
| FC Schalke 04     | Frank Rost – Niels Oude Kamphuis (46. Hamit Altıntop), Marcelo Bordon, Mladen Krstajić, Lewan Kobiaschwili – Christian Poulsen (82. Darío Rodríguez), Sven Vermant – Lincoln – Gerald Asamoah, Ebbe Sand, Aílton (71. Mike Hanke) Cheftrainer: Ralf Rangnick                 |
| FC Bayern München | Oliver Kahn – Willy Sagnol (90.+2' Sebastian Deisler), Lúcio, Robert Kovač, Bixente Lizarazu – Martín Demichelis – Bastian Schweinsteiger (75. Hasan Salihamidzic), Michael Ballack, Zé Roberto (82. Torsten Frings) – Roy Makaay, Claudio Pizarro Cheftrainer: Felix Magath |
| Gelbe Karten      | Vermant (23.), Poulsen (51.), Altintop (63.), Krstajic (79.), Kobiashwilli (83.) – Ballack (7.), Demichelis (19.), Makaay (90.) |

## Die Siegermannschaft
| FC Bayern München |
| Wappen des FC Bayern München |
| - Tor: Oliver Kahn (5/-); Michael Rensing (2/-) - Abwehr: Andreas Görlitz (1/-); Robert Kovač (4/-); Samuel Kuffour (2/-); Thomas Linke (1/-); Bixente Lizarazu (2/-); Lúcio (6/-); Tobias Rau (1/-); Willy Sagnol (3/-); Hasan Salihamidžić (5/1) - Mittelfeld: Michael Ballack (4/3); Sebastian Deisler (4/-); Martín Demichelis (5/-); Torsten Frings (6/-); Owen Hargreaves (3/2); Jens Jeremies (2/-); Mehmet Scholl (2/1); Bastian Schweinsteiger (5/-); Zé Roberto (4/-) - Angriff: Paolo Guerrero (1/-); Wahid Haschemian (2/1); Roy Makaay (5/5); Claudio Pizarro (5/6); Roque Santa Cruz (1/4) - Trainer: Felix Magath |

## Beste Torschützen
Nachfolgend sind die besten Torschützen des DFB-Pokals 2004/05 aufgeführt. Die Sortierung erfolgt nach Anzahl ihrer Treffer, bei gleicher Toranzahl alphabetisch.
| \| Rang \| Spieler \| Verein \| Tore \| \| ---- \| ---------------- \| ----------------------- \| ---- \| \| 1 \| Carsten Jancker \| 1. FC Kaiserslautern \| 6 \| \| \| Claudio Pizarro \| FC Bayern München \| 6 \| \| 3 \| Roy Makaay \| FC Bayern München \| 5 \| \| \| Lukas Podolski \| 1. FC Köln \| 5 \| \| 5 \| Antonio Di Salvo \| Hansa Rostock \| 4 \| \| \| Paolo Guerrero \| FC Bayern München Amat. \| 4 \| \| \| Mike Hanke \| FC Schalke 04 \| 4 \| \| \| Roque Santa Cruz \| FC Bayern München \| 4 \| \| \| Selim Teber \| 1. FC Kaiserslautern \| 4 \| \| 10 \| Michael Ballack \| FC Bayern München \| 3 \| \| \| Tim Borowski \| Werder Bremen \| 3 \| \| \| Delron Buckley \| Arminia Bielefeld \| 3 \| \| \| Ebbe Sand \| FC Schalke 04 \| 3 \| \| \| Ervin Skela \| Arminia Bielefeld \| 3 \| \| \| Guido Spork \| SC Paderborn 07 \| 3 \| \| \| Michael Thurk \| Energie Cottbus \| 3 \| \| \| Ferydoon Zandi \| 1. FC Kaiserslautern \| 3 \| |                  |                         |      |
| Rang | Spieler          | Verein                  | Tore |
| 1 | Carsten Jancker  | 1. FC Kaiserslautern    | 6    |
| | Claudio Pizarro  | FC Bayern München       | 6    |
| 3 | Roy Makaay       | FC Bayern München       | 5    |
| | Lukas Podolski   | 1. FC Köln              | 5    |
| 5 | Antonio Di Salvo | Hansa Rostock           | 4    |
| | Paolo Guerrero   | FC Bayern München Amat. | 4    |
| | Mike Hanke       | FC Schalke 04           | 4    |
| | Roque Santa Cruz | FC Bayern München       | 4    |
| | Selim Teber      | 1. FC Kaiserslautern    | 4    |
| 10 | Michael Ballack  | FC Bayern München       | 3    |
| | Tim Borowski     | Werder Bremen           | 3    |
| | Delron Buckley   | Arminia Bielefeld       | 3    |
| | Ebbe Sand        | FC Schalke 04           | 3    |
| | Ervin Skela      | Arminia Bielefeld       | 3    |
| | Guido Spork      | SC Paderborn 07         | 3    |
| | Michael Thurk    | Energie Cottbus         | 3    |
| | Ferydoon Zandi   | 1. FC Kaiserslautern    | 3    |

## Sonstiges
- Erstmals bestritten Meister und Vizemeister das Pokalendspiel
- Leverkusen qualifizierte sich dadurch als Sechster für den UEFA-Cup